# اللغة السورجابورية
اللغة سورجابورية، هي واحدة من اللغات البهارية من لغات الهند الشرقية. يتحدث بها حوالي 1.2 مليون شخص، إلى حدود معطيات سنة 2001.
وهي من إحدى اللغات البهارية الهندو آرية، تنتمي إلى عائلة اللغات الهندية الأوروبية. وهي لغة إقليمية محكية في أجزاء من شمال الشرقي للهند وتتمركز في إقليم بهار (الهند) (बिहार) إحدى ولايات الهند، وهي تقع في الجزء الشرقي من البلاد، وعاصمتها باتنا. تحدها شمالا جمهورية النيبال.
كما تتحدث «اللغة سورجابورية» المناطق النيبالية على الحدود الهندية والشرق البنغالي، في مناطق متعددة من شرق القارة الهندية.